# Катарантус
Катарантус (лат. Catharanthus) — род однолетних или вечнозелёных многолетних травянистых растений, а также полукустарников семейства Кутровые. В катарантусах содержатся ядовитые алкалоиды, которые используются для производства лекарств для лечения лейкемии.

## Таксономия

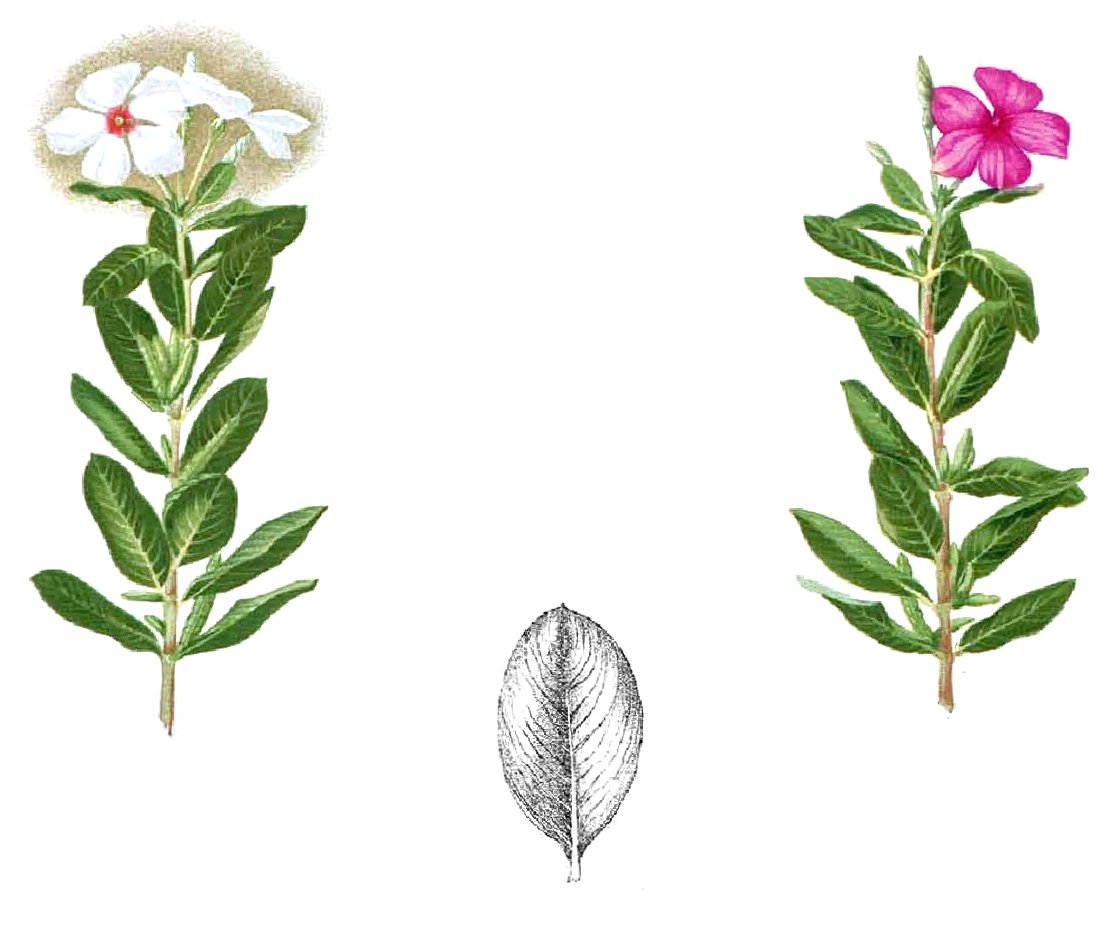
Катарантус розовый. Ботаническая иллюстрация из книги Франсиско Мануэля Бланко «Flora de Filipinas»

Род включает восемь видов, семь из которых распространены на Мадагаскаре, а один — в Индии и Шри-Ланке.
Ранее виды этого рода включались в род Барвинок (Vinca).
Синонимы научного названия:
- Ammocallis Small (1903)
- Lochnera Rchb. ex Endl. (1838)

## Виды
По информации базы данных The Plant List, род включает 8 видов:
Единственный азиатский вид:
- Catharanthus pusillus (Murray) G.Don.

Мадагаскарские виды:
- Catharanthus coriaceus Markgr.
- Catharanthus lanceus (Bojer ex A.DC.) Pichon.
- Catharanthus longifolius (Pichon.) Pichon.
- Catharanthus ovalis (Markgr.)
- Catharanthus roseus (L.) G.Don. typus — Катарантус розовый. [syn.  Vinca rosea L. basionym — Барвинок розовый]. Катарантус розовый широко используется во всём мире как декоративное растение (комнатное или садовое). На основе этого вида выведено множество культиваров.
- Catharanthus scitulus (Pichon) Pichon.
- Catharanthus trichophyllus (Baker) Pichon.

|                                                                         |  |  |
| Цветки катарантуса розового могут быть как розовой, так и белой окраски |  |  |